# Cryptophialus turbonis
Cryptophialus turbonis är en kräftdjursart som beskrevs av Barnard. Cryptophialus turbonis ingår i släktet Cryptophialus och familjen Cryptophialidae. Inga underarter finns listade i Catalogue of Life.